# Moses James
Moses Opute James (25 de junio de 1968) es un deportista nigeriano que compitió en boxeo. Ganó una medalla de bronce en el Campeonato Mundial de Boxeo Aficionado de 1991, en el peso superligero.
En junio de 1993 disputó su primera pelea como profesional. En su carrera profesional tuvo en total 21 combates, con un registro de 18 victorias, 2 derrotas y un empate.

## Palmarés internacional
| Campeonato Mundial | Campeonato Mundial | Campeonato Mundial | Campeonato Mundial |
| Año                | Lugar              | Medalla            | Categoría          |
| ------------------ | ------------------ | ------------------ | ------------------ |
| 1991               | Sídney (Australia) | Medalla de bronce  | 63,5 kg            |